# Jorge Álvarez
Jorge Daniel Álvarez Rodas (Tegucigalpa, 28 gennaio 1998) è un calciatore honduregno, centrocampista dell'Olimpia.

## Carriera

### Club
Ha sempre giocato nel campionato di casa.

### Nazionale
Ha esordito con la nazionale honduregna nel 2019.